# Kendō nel mondo

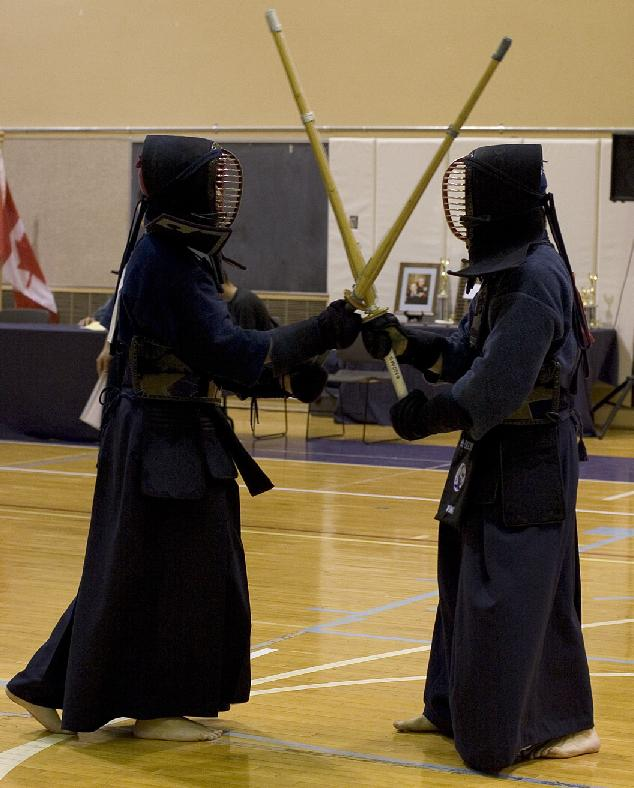
Il Kendō è praticato in tutto il mondo.

Il kendō ha avuto origine in Giappone ma oggi è praticato in tutto il mondo.
La numerosità dei praticanti ed il livello medio variano ampiamente da paese a paese: alcuni paesi hanno pochi praticanti, mentre il Giappone ne ha diversi milioni.
In generale, il kendō ha tradizioni più profonde in paesi con forti legami storici con il Giappone, come Corea del Sud e Taiwan, così come paesi con grandi comunità di immigrati giapponesi come Stati Uniti, Canada e Brasile.
Mentre il termine Kendō è usato in tutto il mondo, il termine Kumdo è utilizzato solo in Corea.

## Organizzazioni internazionali
Le seguenti organizzazioni internazionali amministrano, gestiscono, promuovono o hanno un interesse nello sviluppo del kendo:
- La International Kendo Federation (FIK)[1] è la federazione internazionale che raggruppa la maggior parte delle organizzazioni di kendo nazionali e regionali. La FIK è stata fondata nel 1970 per fornire un collegamento tra la All Japan Kendo Federation e la comunità internazionale di kendo in via di sviluppo da diciassette federazioni nazionali (Australia, Belgio, Brasile, Canada, Cina Taipei (Taiwan), Corea del Sud, Francia, Germania, Giappone, Hawaii, Marocco, Okinawa, Paesi Bassi, Regno Unito, Stati Uniti, Svezia e Svizzera[2]). Ad ottobre 2021 erano affiliate alla International Kendo Federation 62 nazioni o regioni[3], ovvero la gran parte delle Federazioni del mondo, inclusa la Confederazione Italiana Kendo (CIK).

A livello continentale/regionale alla International Kendo Federation sono affiliate due diverse realtà: la Confederação Latino-Americana de Kendô (CLAK / LAKC) e la European Kendo Federation (EKF). La LAKC riunisce molte delle nazioni dell'america latina mentre alla EKF sono affiliate gran parte delle federazioni europee più 3 asiatiche (Georgia, Giordania e Israele) ed 5 africane (Madagascar, Marocco, Mozambico, Sud Africa e Tunisia).
La FIK organizza i Campionati mondiali di kendo ogni tre anni da quando è stata fondata. La competizione è disputata da rappresentanti individuali e di squadra delle federazioni affiliate.
Pur essendo teoricamente sovraordinata ad essa, la FIK è in realtà diretta emanazione della All Japan Kendo Federation dalla quale, per l’appunto, mutua sede e presidente. Per tale ragione, ancor più che la FIK, la federazione giapponese è da sempre de facto la vera guida del kendō mondiale.
- L'Africa Kendo Network[6] che unisce alcune federazioni (di cui solo alcune legate alla FIK) o anche singoli dojo di Africa e Asia.
- La (nuova) Dai Nippon Butoku Kai (DNBK)[7], da non confondere con la Dai Nippon Butoku Kai fondata nel 1895, che è nata a Kyoto nel 1953 ed ha lo scopo della conservazione della tradizione delle arti marziali classiche e della promozione dell'istruzione e del servizio alla comunità attraverso l'allenamento delle arti marziali.
- La International Martial Arts Federation (IMAF)[8] è stata fondata a Kyoto, in Giappone, nel 1952. Tra gli obiettivi dell'IMAF vi sono l'espansione dell'interesse per le arti marziali giapponesi, la creazione di comunicazione, amicizia, comprensione e armonia tra i popoli, lo sviluppo delle menti e dei corpi dei membri e la promozione della comprensione globale e della crescita personale.
- La Zen Nihon Sōgō-Budō Renmei (ZNSBR), organizzazione conosciuta anche come All Japan Comprehensive Budō Federation o SōBuRen, che ha come missione la preservazione di tutte le arti marziali giapponesi. Questo include Nihon koryū bujutsu / bugei (pre-Meiji) e gendai budō (post-Meiji). Opera sotto la protezione della Casa Imperiale Giapponese come entità che protegge la cultura giapponese. L'organizzazione è stata creata da Suzuki Masafumi-kanchō nel 1969. Dopo la morte del suo fondatore, Ishikawa Takashi-kanchō, Toyama-ryū iaidō hanshi 9th dan e jūkendo hanshi 9th dan, lo hanno sostituito come presidente dello Zen Nihon Sōgō-Budō Renmei.

## Elenco delle Federazioni di Kendō
Delle molte organizzazioni nazionali e regionali gestiscono e promuovono il kendo, la maggior parte è affiliata a organizzazioni internazionali, mentre altre sono indipendenti.
Legenda:
- 🟡: affiliato alla International Kendo Federation e, se esisstente, alla federazione continentale/regionale
- 🔵: affiliato alla European Kendo Federation ma non direttamente alla FIK
- 🔴: affiliato alla Confederação Latino-Americana de Kendô ma non direttamente alla FIK
- 🟢: partecipa all'Africa Kendo Network

### Africa
- Benin: Cotonou Kendojo 🟢
- Costa d'Avorio: Kendo Club d'Abidjan 🟢
- Egitto: Niten Cairo 🟢
- Madagascar: Federación Malagasy de Kendo (FMKDA) 🔵 🟢
- Malawi: Kendo Association of Malawi 🟢
- Mali: Jurgen van Meirvenne 🟢
- Marocco: Fédération Royale Marocaine d’Aïkido, Iaido et Arts Martiaux (FRMAIAM)[10] 🔵 🟢
- Mauritius: Kendo Federation Mauritius 🟢
- Mozambico: Associação de Kendo e Iaido de Moçambique (AKIMO) 🔵 🟢
- Namibia: Kendo Club Namibia 🟢
- Senegal: Dakar Kendo Club 🟢
- Sudan: Sudan Kendo Club 🟢
- Sudafrica: South African Kendo Federation (SAKF)[11] 🟡 🟢
- Tanzania: Tanzania Kendo Club 🟢
- Tunisia: Association Sportive de Kendo (ASK) 🟡 🟢

### Americhe
- Aruba: Kendo Aruba/Bun Bu Itchi 🟡 (affiliato con status speciale)
- Argentina: Federacion Argentina de Kendo (FAK)[12] 🟡
- Bolivia: Association Boliviana de Kendo (ABK) 🔴 (ospite)
- Brasile: Confederação Brasileira de Kendo (CBK)[13] 🟡
- Canada: Canadian Kendo Federation (CKF)[14] 🟡
- Cile: Chilean Kendo Federation 🟡
- Colombia: Asociacion Colombiana de Kendo[15] 🟡
- Costa Rica: Asociación de Kendo Daigo Tsuji de Costa Rica 🔴
- Cuba: Asociación Cubana de Kendo e Iaido (ACKI)[16] 🔴 (ospite)
- Ecuador: Asociacion Ecuatoriana de Kendo[17] 🟡
- El Salvador: Federación Salvadoreña de Kendo e Iaido 🔴
- Guatemala: Asociación de Kendo de Guatemala 🔴
- Hawaii: Hawaii Kendo Federation (HKF)[18] 🟡 (questa federazione è indipendente dall'All United States Kendo Federation)
- Honduras: Asociación de Kendo e Iaido de Honduras 🔴 (ospite)
- Messico: Federación Mexicana de Kendo (FMK)[19] 🟡
- Panama: All Panamá Kendo Dojo 🔴
- Perù: Federacion Deportiva Nacional de Kendo del Peru[20] 🟡
- Porto Rico: Federación Puertorriqueña de Kendo e Iaido[21] 🔴 (ospite)
- Rep. Dominicana: Federation Dominicana de Kendo[22] 🟡
- Trinidad e Tobago: Kendo Federation of Trinidad & Tobago 🔴
- Uruguay: Asociación Uruguaya de Kendo - Iaido (AUKI) 🔴
- Stati Uniti: All United States Kendo Federation (AUSKF)[23] 🟡
- Venezuela: Federacion Venezolana de Kendo (FVK) 🟡

### Asia
- Armenia: National Kendo Federation of Armenia 🟢
- Azerbaigian: Azerbaijan Kendo Organization 🟢
- Brunei: Brunei Kendo Alliance[24]
- Cina: Chinese Kendo Network (中国剑道网)[25] 🟡
- Corea del Sud: Korea Kumdo Association (대한검도회?) (KKA)[26] 🟡
- Emirati Arabi Uniti: Kendo Dubai 🟢
- Filippine: United Kendo Federation of the Philippines[27] 🟡
- Georgia: Georgian National Kendo, Iaido and Jodo Federation (GNKF)[28] 🔵
- Giappone: All Japan Kendo Federation (全日本剣道連盟?, Zen Nihon Kendō Renmei) (AJKF / ZNKR)[29] 🟡
- Giordania: Jordan Kendo Federation (JKF) 🔵 🟢
- Hong Kong: Hong Kong Kendo Association (香港劍道協會)[30] 🟡
- India: Kendo India Federation (KIF)[31]
- Indonesia: Indonesian Kendo Association[32] 🟡
- Iran: Shinbukan: Iran Kendo and Iaido Association[33] 🟢
- Israele: Israel Kendo & Budo Federation (IKBF)[34]🔵 🟢
- Kuwait: Kuwait Kendo Dojo[35] 🟢
- Macao: Macau SAR Kendo Associations Union (澳門特區劍道連盟)[36] 🟡 (affiliato con status speciale)
- Malaysia: Malaysia Kendo Association (MKA)[37] 🟡 🟢
- Mongolia: Mongolian Kendo Federation (MKF)[38] 🟡
- Oman: Kendo Club Oman 🟢
- Qatar: Doha Kendo Club 🟢
- Singapore: Singapore Kendo Club[39] 🟡
- Taipei cinese: Republic of China Kendo Federation (中華民國劍道協會)[40] 🟡
- Thailandia: Thailand Kendo Club[41] 🟡

### Europa
- Austria: Austrian Kendo Association (AKA)[42] 🟡
- Belgio: All Belgium Kendo Federation (ABKF)[43] 🟡
- Bulgaria: Bulgarian Kendo Federation (BKF)[44] 🟡
- Croazia: Croatian Kendo Association (CKA)[45] 🟡
- Danimarca:
  - Danish Kendo Federation (DKF)[46] 🟡
  - Danish Kendo Society[47]
- Estonia: Estonian Kendo Federation (EsKF)[48] 🔵
- Finlandia: Finnish Kendo Association (FKA)[49] 🟡
- Francia: FFJDA – Comité National de Kendo & DR (CNKDR)[50] 🟡
- Germania: Deutscher Kendo Bund e. V. (DKenB)[51] 🟡
- Grecia: Hellenic Kendo Iaido Naginata Federation (HKINF)[52] 🟡
- Irlanda: Kendo na hÉireann (KnhÉ)[53] 🟡
- Italia:
  - Confederazione Italiana Kendo (CIK)[54] 🟡
  - Federazione Italiana Kendo (FIK)[55] affiliata a Zen Nihon Sogo-Bugo Renmei
- Lettonia: Latvian Kendo Federation (LKF)[56] 🟡
- Lituania: Lithuanian Kendo Association (LKA)[57] 🟡
- Lussemburgo: Fédération Luxembourgeoise des Arts Martiaux (FLAM)[58] 🟡
- Macedonia del Nord: Macedonian Kendo - Iaido Federation (MKIF)[59] 🟡
- Malta: Maltese Kendo Federation (MKF)[60] 🟡
- Moldavia: The Kendo Federation of the Republic of Moldova (MDA) 🔵
- Montenegro: Montenegrin Kendo Federation (KSCG)[61] 🟡
- Norvegia: Norges Kendo Komitee (NKK)[62] 🟡
- Paesi Bassi: Nederlandse Kendo Renmei (NKR)[63] 🟡
- Polonia: Polski Zwiazek Kendo (PZK)[64] 🟡
- Portogallo: Associação Portuguesa de Kendo (APK)[65] 🟡
- Regno Unito:
  - British Kendo Association (BKA)[66] 🟡
  - British Kendo Renmei[67]
- Rep. Ceca: Czech Kendo Federation (CKF)[68] 🟡
- Romania:
  - Asociatia Cluburilor de Kendo, Iaido si Jodo (ACKIJ)[69] 🟡
  - Kendo Department[69] della Martial Arts Federation[70]
- Russia: Russian Kendo Federation (RKF)[71] 🟡
- Serbia: Serbian Kendo Federation (SKF)[72] 🟡
- Slovacchia: Slovak Kendo Federation (SKF)[73] 🔵
- Slovenia: Kendo Federation of Slovenia (KFSLO)[74] 🟡
- Spagna: Real Federación Española de Judo y Deportes Asociados (RFEJYDA)[75] 🟡
- Svezia:
  - Svenska Kendoförbundet (SB&K)[76] 🟡
  - Tokugawa Kendo Federation[77]
- Svizzera: Swiss Kendo + Iaido SJV / FSJ (SKI)[78] 🟡
- Turchia: Turkish Kendo Association (TKC)[79] 🟡
- Ucraina: Ukraine Kendo Federation (UKF)[80] 🔵
- Ungheria: Hungarian Kendo, Iaido and Jodo Federation (HKF)[81] 🟡

### Oceania
- Australia: Australian Kendo Renmei (AKR)[82] 🟡
- Nuova Zelanda: New Zealand Kendo Federation (NZKF)[83] 🟡